# Mladen Kvesić
Mladen Kvesić (Pleternica, 3. siječnja 1963.) je hrvatski pjevač.

## Životopis
Rođen je u Pleternici kraj Požege, gdje je pohađao osnovnu i glazbenu školu. Mladenovi roditelji majka Anđa i otac Martin su se doselili 1958. iz sela Dužica, Široki Brijeg . Već sa 7 godina počinje svirati klavir i  harmoniku i već je tada pokazivao izuzetnu volju i nadarenost u  glazbi. Početkom 1977. godine zajedno s roditeljima,bratom i sestrom sele se u Zagreb tj. Sesvete.U novoj sredini Mladen se dobro snalazi i aktivnije se počinje baviti glazbom, pa organizira glazbeni sastav s kojim je svirao na raznim zabavama i svadbama kao klavijaturist i pjevač.
Usporedo s glazbom nakon završene srednje škole Mladen se bavi i ugostiteljstvom.Godine 1982. u  Sesvetama uz pomoć cijele obitelji otvara se Restoran Martini koji i danas egzistira i koji je prerastao u Hotel Martini.
Tijekom promjena u  Hrvatskoj 1990. godine, snima svoj prvi album pod domoljubnim nazivom Dan Hrvata i tako preko noći pjesme s ovog albuma postaju veliki hitovi na svim radio postajama te na  HTV-u. Vrlo brzo su se pjesme proširile i izvan granica Domovine među iseljenim  Hrvatima od Njemačke ,  Švicarske,  Austrije,  Amerike, Kanade, Australije i dr. zemalja.
Tako je krenula karijera mladog pjevača kojeg zovu u sve navedene zemlje na nastupe i biva izvanredno prihvaćen i omiljen gdje god je došao.
Godine 1991. pod vihorom rata Mladen stvara pjesmu “Mi smo garda Hrvatska”, koja je bila često izvođena i smatrana kao izuzetan moralni oslonac  Hrvatskoj vojsci.
Za svoj doprinos u  domovinskom ratu i promicanju  hrvatskih domoljubnih pjesama 1995. Mladen biva nagrađen je ordenom Red Danice hrvatske s likom  Marka Marulića. U razdoblju od 1991. do 1996. godine nastupio je na oko 200 humanitarnih nastupa i koncerata.
Nakon dva albuma posvećena domoljublju, Mladen snima album “Tuđa žena” s lijepim opuštajućim ljubavnim pjesmama na kojem je bila hit pjesma “crne kose, crne puti”. Ta je pjesma izvanredno primljena kod slušatelja i u vrlo kratkom roku postala velikim hitom na svim radio postajama u  Hrvatskoj.Godinu dana poslije Mladen nastavlja s uspješnim radom i objavljuje novi album “Kao vino crne oči”. Pjesma pod tim nazivom također postaje hitom, kao i druge pjesme s tog albuma.
U razdoblju od 1990. do 2002. godine snimio je osam albuma, s 80 pjesama na kojima je u većini bio autor tekstova, glazbe i aranžmana.

## Diskografija
- “Dan Hrvata - 1990”
- “Mi smo garda Hrvatska - 1991”
- “Tuđa žena - 1993”
- “Kao vino crne oči - 1994”
- “Moje naljepše pjesme - 1996” (Ko malo vode na dlanu)
- “Sve ću za tebe - 1996”
- “Naša ljubav pobjedila je - 1998”
- “Najljepše pjesme br.2 - 2001”
- “Hoćemo pobjedu - 2004”
- “hvala ti sv. Ante - 2006”
- “100 - 2008”

## Vanjske poveznice
- Službena stranica  Arhivirana inačica izvorne stranice od 12. veljače 2010. (Wayback Machine)